# Normalweg
Normalwege oder Normalrouten sind die am häufigsten begangenen An- und Abstiege auf einen Berggipfel. Normalwege sind üblicherweise, aber nicht immer, verglichen mit den anderen möglichen Wegen zum bzw. vom Gipfel, einfacher und leichter.
Die Wege werden nach Markierung, Bau und Unterhalt unterschieden in:
- Fußwege,
- Wanderwege,
- Bergwege,
- alpine Routen,
- Kletterrouten und hochalpine Routen im kombinierten Fels- und Eis-Gelände mit (UIAA)-Schwierigkeitsbewertung.

Oftmals handelt es sich beim Normalweg jedoch nicht um den leichtesten Anstieg auf einen Gipfel, sondern lediglich um den meistdurchgeführten, zu dem noch eine technisch einfachere Variante existiert. Dies ist beispielsweise der Fall bei der Watzmannfrau, dem Hochkalter, aber auch dem Mount Everest. Dass diese einfachere Variante seltener genutzt wird, kann viele Gründe haben:
- Die einfachste Route ist weniger bekannt als der Normalweg (Watzmannfrau).
- Die technisch einfachste Route ist mühsamer als eine andere (zum Beispiel wegen Schutt) und wird daher eher für den Abstieg genutzt (Hochkalter).
- Die technisch einfachste Route birgt hohe objektive Gefahren wie zum Beispiel Steinschlag- oder Lawinengefahr und wird daher zugunsten einer schwierigeren Route gemieden (zum Beispiel Watzespitze).
- Die technisch einfachere Route erfordert eine kompliziertere Anreise beziehungsweise einen längeren Anmarsch (Mount Everest).